# Igor' Andreevič Savčenko
Igor' Andreevič Savčenko (Vinnycja, 11 ottobre 1906 – Mosca, 14 dicembre 1950) è stato un regista cinematografico sovietico.

## Filmografia (parziale)

### Regista
- Garmon' (1934)[1]
- Slučajnaja vstreča (1936)[2]
- Duma pro kazaka Golotu (1937)
- Bogdan Chmel'nickij (1941)
- Ivan Nikulin - russkij matros (1944)[3]
- Starinnyj vodevil' (1946)